# Ilhéu de Fora (Porto Santo)
O Ilhéu de Fora é um ilhéu português a quase três quilómetros a nordeste da ilha do Porto Santo, sendo este o ponto extremo norte da Região Autónoma da Madeira. O ponto mais alto mede 67 m. É um ilhéu rochoso, com uma área de 5 hectares, cobertos por arbustos e flora costeira da Macaronésia, razão pela qual se encontra protegido pelo PDM, pela Rede Natura 2000 e é, ainda, parte integrante do Parque Natural da Madeira.
Este ilhéu pode ser avistado através do miradouro da Pedreira, no Pico de Ana Ferreira, na ilha do Porto Santo.

## História
Em tempos fez-se a extração de sal no Ilhéu de Fora, um dos recursos locais que nunca foi devidamente desenvolvido.
Atualmente encontra-se protegido fazendo parte do Parque Natural da Madeira, por ser um habitat preferencial, como acontece noutros ilhéus do Porto Santo, para a nidificação de aves marinhas, como o Pintainho (Puffinus assimilis), uma espécie rara. É também um local importante para a ocorrência de algumas espécies de moluscos terrestres.